# WWE-pay-per-viewevenementen 1985
De WWE-pay-per-viewevenementen in 1985 bestonden uit professioneel worstelevenementen, die door de WWE werden georganiseerd in het kalenderjaar 1985.
In 1985 organiseerde de toen de World Wrestling Federation (WWF) genaamd, voor het eerst in zijn geschiedenis twee evenementen dit waren WrestleMania I, in de maand maart, en The Wrestling Classic, in de maand november.

## WWE-pay-per-viewevenementen in 1985
| Datum           | Evenement             | Locatie               | Stad                |
| --------------- | --------------------- | --------------------- | ------------------- |
| 31 maart 1985   | WrestleMania I        | Madison Square Garden | New York            |
| 7 november 1985 | The Wrestling Classic | Allstate Arena        | Rosemont (Illinois) |